# Уразалин, Байдала
Байдала́ Ураза́лин, другой вариант имени — Байдалы́ (8 марта 1911, аул Кулагер, Акмолинская область, Российская империя — 11 мая 1987, село Амангельды, Сандыктауский район, Акмолинская область, Казахская ССР) — председатель сельскохозяйственной артели имени Амангельды Молотовского района Акмолинской области, Казахская ССР. Герой Социалистического Труда (1957).

## Биография
Родился в 1911 году в многодетной крестьянской семье в ауле Кулагер (в советское время — село Амангельды, сегодня Сандыктауского района) Акмолинской области. С раннего возраста трудился в сельском хозяйстве. Батрачил у местных баев. В 1930 году вступил в сельскохозяйственную артель «Жана-Жол». С 1933 года трудился трактористом. В 1936 году избран председателем колхоза «Красный Яр». С 1940 года член ВКП(б).
В октябре 1941 года призван в Красную Армию по мобилизации. Участвовал в Великой Отечественной войне. Сражался при обороне Ленинграда, получил два тяжёлых ранения. В последние годы войны — в составе 345-го отдельного артиллерийско-пулемётного батальона 157-го укрепрайона. Воевал при взятии Восточной Пруссии и Кенигсберга. После демобилизации в декабре 1945 года возвратился на родину в звании сержанта.
С 1946 года — председатель колхоза «Кен-Улен», после укрупнения в 1950 году — председатель сельскохозяйственной артели имени Амангельды Молотовского района. За короткий период вывел сельскохозяйственную артель в число передовых сельскохозяйственных предприятий Молотовского района. В 1956 году труженики сельхозартели получили в среднем с каждого гектара по 19,6 центнеров зерновых с площади 6 тысяч гектаров. В целом было сдано государству 113 тысяч центнеров зерновых и получено от полеводства дохода около двух миллионов рублей. На эти деньги были построены гараж с мастерской, два свинарника, четыре коровника, различных хозяйственные и производственные помещения. Около 70 семей получили новые дома.
Указом Президиума Верховного Совета СССР от 11 января 1957 года удостоен звания Героя Социалистического Труда за «особо выдающиеся успехи, достигнутые в работе по освоению целинных и залежных земель, и получение высокого урожая» с вручением ордена Ленина и золотой медали «Серп и Молот» (№ 7285).
Этим же Указом званием Героя Социалистического Труда были награждены главный агроном Весёловской МТС Пелагея Андриановна Сафронова и бригадир тракторной бригады Весёловской МТС Сергей Андреевич Уткин, которые возделывали земельные угодья сельскохозяйственной артели имени Молотова.
После реорганизации местных колхозов трудился заместителем директора совхоза «Весёловский» Молотовского района.
Четырежды избирался депутатом Молотовского районного Совета депутатов трудящихся.
С 1968 года — персональный пенсионер союзного значения. Проживал в родном селе Амангельды. Умер в мае 1987 года.
Память
- В его родном селе Амангельды Сандыктауского района установлен бюст;
- Его имя присвоено школам в селе Амангельды и в селе Весёлое.

Награды
- Герой Социалистического Труда
- Орден Ленина
- Орден Отечественной войны 2 степени (11.03.1985)
- Медаль «За оборону Ленинграда» (22.12.1942)
- Медаль «За победу над Германией в Великой Отечественной войне 1941—1945 гг.»
- Медаль «За отвагу» (16.07.1945)